# Euphaedra agraphica
Euphaedra agraphica är en fjärilsart som beskrevs av Jacques Hecq 1977. Euphaedra agraphica ingår i släktet Euphaedra och familjen praktfjärilar. Inga underarter finns listade i Catalogue of Life.